# Вялотекущая шизофрения
Вялотекущая шизофрения, или малопрогредиентная шизофрения, — психиатрический диагноз, введённый в оборот советским психиатром А. В. Снежневским, согласно его определению — разновидность шизофрении, при которой болезнь прогрессирует слабо, отсутствует свойственная для шизофренических психозов продуктивная симптоматика, наблюдаются чаще всего только косвенные клинические проявления (неврозоподобные, психопатоподобные, аффективные, сверхценные, ипохондрические и т. п.) и неглубокие личностные изменения. В современной международной классификации болезней этот диагноз отсутствует.
Малопрогредиентная (вялотекущая) шизофрения используется как синоним шизотипического расстройства многими российскими авторами. «Шизотипическое расстройство личности» в российской классификации также соответствует вялотекущей шизофрении и совпадает с ней по принятым в российской психиатрии диагностическим критериям.
Первые описания вялотекущей шизофрении часто связывают с именем советского психиатра А. В. Снежневского. Диагностические её границы, принятые Снежневским и его последователями, были значительно расширены по сравнению с критериями шизофрении, принятыми на Западе; диагноз вялотекущей шизофрении нашёл применение в практике репрессивной психиатрии в СССР и чаще, чем другие клинические диагнозы, использовался для обоснования невменяемости диссидентов.
Неоднократно высказывалось мнение, что диагноз вялотекущей шизофрении получали или могли получать не только инакомыслящие, но и обычные пациенты при отсутствии у них шизофрении и наличии лишь невротических нарушений, депрессивных, тревожных или личностных расстройств.
Концепция вялотекущей шизофрении получила распространение лишь в СССР и некоторых других восточноевропейских странах. Эта концепция не была признана международным психиатрическим сообществом и Всемирной организацией здравоохранения, использование диагностических критериев вялотекущей шизофрении по отношению к диссидентам — осуждено на международном уровне.

## История диагноза: концепция латентной шизофрении начиная с Блейлера
Существует мнение, что авторство концепции вялотекущей шизофрении приписывается Снежневскому ошибочно, поскольку о сходных расстройствах шла речь под другими названиями в работах психиатров различных стран. Отмечается также, что именно в работах Снежневского и его сотрудников вялотекущая шизофрения выступает в качестве самостоятельной формы и описываются различные варианты её протекания.
Понятие «латентной шизофрении» впервые было употреблено Эйгеном Блейлером в 1911 году (критерии её не были им чётко определены):
Эти простые шизофреники составляют большую часть всех «мозгов набекрень» (реформаторы, философы, артисты, дегенераты, чудаки). Существует также латентная шизофрения, и я на самом деле думаю, что это наиболее частые случаи.
По Блейлеру, диагноз латентной шизофрении можно ставить, изучая состояние пациента ретроспективно: при изучении прошлого лиц с шизофренией, у которых болезнь стала очевидной, можно обнаружить продромы латентной формы.
Как проявления нераспознанной шизофрении Э. Блейлер предлагал рассматривать целый ряд случаев психастении, истерии, неврастении. По мнению Э. Блейлера, шизофрения, для которой наиболее характерно своеобразное расщепление единства личности, чаще протекает «в скрытых формах с маловыраженными признаками, чем в формах явных, с законченной симптоматологией...».
Впоследствии описания относительно благоприятных форм, соответствующих понятию вялотекущей шизофрении, получили распространение под различными названиями в исследованиях национальных психиатрических школ Европы, США, Японии и др. Наиболее известные из этих названий — «мягкая шизофрения», «микропроцессуальная», «микропсихотическая», «рудиментарная», «санаторная», «амортизированная», «абортивная», «предфаза шизофрении», «медленнотекущая», «субклиническая», «предшизофрения», «нерегрессивная», «латентная», «псевдоневротическая шизофрения», «шизофрения с обсессивно-компульсивными расстройствами», медленно развивающаяся шизофрения с «ползучей» прогредиентностью.
В советской психиатрии описание сходных форм расстройств имеет давние традиции: так, А. Розенштейн и А. Кронфельд в 1932 предлагали близкий по содержанию термин «мягкая шизофрения»; в этой связи можно упомянуть и работы Б. Д. Фридмана (1933), Н. П. Бруханского (1934), Г. Е. Сухаревой (1959), О. В. Кербикова (1971), Д. Е. Мелехова (1963) и др.
Автор монографии «История шизофрении» французский психиатр Ж. Гаррабе отмечает, что в период до Второй мировой войны критерии «шизофрении без шизофренических симптомов» претерпели изменения, будучи расширены за счёт включения ряда атипичных, пограничных состояний: в частности, Zilberg писал об «амбулаторной шизофрении». Нередко в исследованиях шла речь о так называемых препсихотических, или предшизофренических состояниях — возникающих в период до начала развития психоза, которого, впрочем, чаще всего в этом случае не происходило.
Проблема «псевдоневротической шизофрении» разрабатывалась в американской психиатрии на протяжении 1950—60-х, в частности P. Hoch и P. Polatin, предложившими данный термин в 1949 году. По мнению Ж. Гаррабе, в этом случае вернее было бы говорить не о собственно психическом заболевании, для которого характерно процессуальное (прогрессирующее) развитие, а о расстройствах личности (психопатиях), в частности о «borderline», рус. пограничное расстройство личности. Клинико-генетическое изучение расстройств шизофренического спектра обусловило интерес американских исследователей к проблеме псевдоневротической шизофрении в последующие полтора десятилетия (концепция «borderline schizophrenia» D. Rosenthal, S. Kety, P. Wender, 1968).
Расширительная трактовка понятия «шизофрения», преобладавшая в американской психиатрии (концепция «псевдоневротической шизофрении»), сформировалась под влиянием идей Блейлера, который считал шизофрению в основном психологическим расстройством — возможно, с психогенной основой, — а не патологическим состоянием нервной системы, и значительно расширил границы этого понятия по сравнению с Эмилем Крепелином. В результате в США диагноз шизофрении распространялся на тех пациентов, кто в Европе получил бы диагноз депрессивного или маниакального психоза или даже рассматривался бы как страдающий не психотическим, а невротическим расстройством либо расстройством личности. Диагноз шизофрении получали пациенты на основании широкого спектра невротических симптомов, таких как фобии или навязчивые идеи.
В 1972 году совместный диагностический проект Великобритании и США показал, что диагноз шизофрении гораздо чаще ставился в США, чем в Великобритании. После этого получила распространение идея, что необходимы стандартизированные методы постановки диагноза. В последней четверти XX века были разработаны несколько диагностических схем, которые продолжают широко использоваться. Данные системы (в частности, МКБ-10 и DSM-IV) требуют ясных доказательств психоза в настоящем или в прошлом, а также того, чтобы эмоциональные симптомы не были ведущими.
Концепция вялотекущей шизофрении была предложена профессором А. В. Снежневским, по некоторым источникам, в 1969 году. Впрочем, доклад о латентной шизофрении (на английский это понятие было переведено буквально как «вялое течение») был зачитан им ещё в 1966 году в Мадриде на IV Всемирном конгрессе психиатров). Концепция вялотекущей шизофрении Снежневского основывалась на модели латентной шизофрении Блейлера. Западными психиатрами эта концепция рассматривалась как неприемлемая, поскольку она привела к ещё большему расширению и без того уже расширенных (в том числе и в англоязычных школах) диагностических критериев шизофрении.
Ж. Гаррабе отмечает, что, согласно взглядам Снежневского, высказанным им в 1966 году, латентная («торпидная», «вялая») шизофрения означает «хронические поражения, которые не развиваются ни в сторону ухудшения, ни в сторону выздоровления». В отличие от латентной шизофрении Блейлера, концепция вялотекущей шизофрении Снежневского не подразумевала обязательного развития, которое приводило бы к возникновению собственно шизофренической симптоматики, но ограничивалась только скрытыми (псевдоневротическими или псевдопсихопатическими) проявлениями.
В написанной Р. Я. Наджаровым, А. Б. Смулевичем главе «Руководства по психиатрии», которое было издано в 1983 году под редакцией Снежневского, утверждается, что, вопреки традиционному представлению о «вялопротекающей шизофрении» как об атипичном варианте расстройства (т.е. об отклонении от закономерного, более неблагоприятного развития заболевания), малопрогредиентная шизофрения представляет собой не затянувшуюся стадию, предшествующую большому психозу, но самостоятельный вариант эндогенного процесса. В ряде случаев характерные для неё признаки определяют клиническую картину на всём протяжении психического расстройства и подчиняются собственным закономерностям развития.
Стоит отметить также, что между «мягкой шизофренией» А. Кронфельда, труды которого не переиздавались на протяжении 1960—80-х годов, и «вялотекущей шизофренией» А. В. Снежневского были значительные различия. Так, на II Всесоюзном съезде психиатров в 1936 году Кронфельд выступил с разъяснением, что выделяемая им «мягкая шизофрения» представляет собой вариант явного шизофренического процесса: эта форма начинается всегда фазой острого психоза и в течение многих лет сохраняет данную симптоматику, которую, однако, пациенты настолько компенсируют, что остаются социально сохранными. Он отметил «непомерное расширение» его первоначальной концепции «мягкой шизофрении» московскими авторами, что привело к её неоправданной диагностике в случаях, когда речь идёт предположительно об инициальной, а не достоверно резидуальной симптоматике и когда эта симптоматика не носит манифестного характера. По словам Кронфельда, применение этого понятия в последнее время было часто не обосновано и обусловлено принципиальными клинико-патологическими ошибками.

## Клинические проявления и симптоматика
Как и в случае с «обычной» шизофренией, клинические критерии, выделяемые сторонниками концепции вялотекущей шизофрении, группируются по двум основным регистрам:
- патологически продуктивные нарушения («позитивная психопатологическая симптоматика»);
- негативные нарушения (проявления дефицита, психопатологического дефекта).

В клинической картине вялотекущей шизофрении выделяют варианты с преобладанием либо продуктивных расстройств (обсессивно-фобических, истерических, деперсонализационных и т. п.), либо с преобладанием негативных нарушений («вялотекущая простая шизофрения»).
Соответственно, различают следующие варианты вялотекущей шизофрении:
- с явлениями навязчивости, или с обсессивно-фобическими расстройствами;
- с явлениями деперсонализации;
- ипохондрическая;
- с истерическими (истериоподобными) проявлениями;
- «бедная симптомами» (простая вялотекущая) шизофрения — с преобладанием негативных нарушений.

Согласно А. Б. Смулевичу, выделяются следующие этапы развития малопрогредиентной шизофрении:
1. Латентный этап, не обнаруживающий отчётливых признаков прогредиентности.
2. Активный (с непрерывным течением, в форме приступа или серии приступов), или период полного развития болезни.
3. Период стабилизации с редукцией продуктивных расстройств, выступающими на первый план личностными изменениями и формирующимися в дальнейшем признаками компенсации[46].

Латентный период. Клиника этого этапа (и т. н. латентной шизофрении, под которой подразумевается благоприятно протекающая форма вялотекущей шизофрении, проявляющаяся лишь симптомами латентного периода) чаще всего ограничивается кругом психопатических и аффективных нарушений, навязчивостями, явлениями реактивной лабильности. Среди психопатических расстройств преобладают черты шизоидии, часто сочетающиеся с признаками, напоминающими истерическое, психастеническое или паранойяльное расстройство личности. Аффективные нарушения в большинстве случаев проявляются стёртыми невротическими или соматизированными депрессиями, затяжными гипоманиями со стойким и монотонным аффектом. В некоторых случаях клинические проявления инициальной (латентной) стадии вялотекущей шизофрении могут ограничиваться особыми формами реагирования на внешние вредности, нередко повторяющимися в виде серий из 2—3 и более психогенных и соматогенных реакций (депрессивных, истеро-депрессивных, депрессивно-ипохондрических, реже — бредовых или сутяжных).
Согласно А. Б. Смулевичу, психические нарушения в латентном периоде малоспецифичны и нередко могут проявляться лишь на поведенческом уровне; для детей и подростков характерны реакции отказа (от сдачи экзаменов, от выхода из дома), избегание (в особенности при явлениях социофобии), широко известные состояния юношеской несостоятельности.
Активный период и период стабилизации. Отличительной особенностью развития большинства форм малопрогредиентной шизофрении считают сочетание приступов с вялым непрерывным течением. Симптоматика вялотекущей шизофрении с обсессивно-фобическими расстройствами характеризуется широким кругом тревожно-фобических проявлений и навязчивостей: панические атаки, носящие атипичный характер; ритуалы, приобретающие характер сложных, вычурных привычек, поступков, умственных операций (повторение определённых слов, звуков, навязчивый счёт и др.); страх внешней угрозы, сопровождающийся защитными действиями, «ритуалами» (страх перед проникновением в организм ядовитых веществ, болезнетворных бактерий, острых предметов и др); фобии контрастного содержания, страх сумасшествия, потери контроля над собой, опасения причинить себе или окружающим повреждения; постоянные навязчивые сомнения в завершённости, законченности своих действий, сопровождаемые ритуалами и перепроверками (сомнения в чистоте своего тела, одежды, окружающих предметов); боязнь высоты, темноты, пребывания в одиночестве, грозы, пожаров, страх покраснеть на людях; и т. п.
Вялотекущая шизофрения с явлениями деперсонализации характеризуется в первую очередь явлениями отчуждения, распространяющимися на сферу аутопсихики (сознание изменённости внутреннего мира, умственного оскудения), и снижением витальности, инициативы и активности. Могут преобладать отстранённое восприятие предметной реальности, отсутствие чувства присвоения и олицетворения, ощущение потери гибкости и остроты интеллекта. В случаях затяжной депрессии на первый план выступают явления болезненной анестезии: потеря эмоционального резонанса, отсутствие тонких оттенков чувств, способности ощущать удовольствие и неудовольствие. С развитием болезни может возникать «чувство неполноты», распространяющееся как на сферу эмоциональной жизни, так и на самосознание в целом; пациенты осознают себя изменёнными, отупевшими, примитивными, отмечают, что лишились прежней душевной тонкости.
Клиническая картина вялотекущей ипохондрической шизофрении складывается из сенестопатий и тревожно-фобических расстройств ипохондрического содержания. Выделяют небредовую ипохондрию (для которой характерны фобии и опасения ипохондрического содержания: кардиофобия, канцерофобия, опасения какой-либо редкой или нераспознанной инфекции; навязчивые наблюдения и фиксация на малейших соматических ощущениях; постоянные обращения к врачам; эпизоды тревожно-вегетативных расстройств; истерическая, конверсионная симптоматика; сенестопатии; сверхценное стремление к преодолению болезни) и сенестопатическую шизофрению (характерны диффузные разнообразные, изменчивые, вычурные сенестопатические ощущения).
При вялотекущей шизофрении с истерическими проявлениями симптоматика принимает гротескные, утрированные формы: грубые, шаблонные истерические реакции, гипертрофированная демонстративность, жеманность и кокетливость с чертами манерности и др.; истерические нарушения выступают в сложных коморбидных связях с фобиями, навязчивыми влечениями, яркими овладевающими представлениями и сенестоипохондрическими симптомокомплексами. Характерно развитие затяжных психозов, в клинике которых преобладают генерализованные истерические расстройства: помрачение сознания, галлюцинации воображения с мистическими видениями и голосами, двигательное возбуждение или ступор, судорожные истерические пароксизмы. На более поздних этапах заболевания (период стабилизации) всё более отчетливо выступают грубые психопатические нарушения (лживость, авантюризм, бродяжничество) и негативные расстройства; с годами больные приобретают облик одиноких чудаков, опустившихся, но крикливо одетых, злоупотребляющих косметикой женщин.
Для вялотекущей простой шизофрении характерны явления аутохтонной астении с нарушениями самосознания активности; расстройства анергического полюса с крайней бедностью, фрагментарностью и однообразием проявлений; депрессивные нарушения, относящиеся к кругу негативной аффективности (апатические, астенические депрессии с бедностью симптоматики и недраматичностью клинической картины); при фазных расстройствах — усиление психической и физической астении, угнетённое, мрачное настроение, ангедония, явления отчуждения, сенестезии и локальные сенестопатии. Постепенно нарастают медлительность, пассивность, ригидность, умственная утомляемость, жалобы на трудности концентрации внимания и т. п.
Считалось, что человек с вялотекущей шизофренией может вполне успешно скрывать свою болезнь от членов семьи и знакомых и только глаз специалиста может при этом распознать наличие заболевания. По мнению ряда российских авторов (М. Я. Цуцульковская, Л. Г. Пекунова, 1978; «Руководство по психиатрии» А. С. Тиганова, А. В. Снежневского, Д. Д. Орловской, 1999), во многих или даже в большинстве случаев пациенты с вялотекущей шизофренией достигают компенсации, полной социальной и профессиональной адаптации. Согласно профессору Д. Р. Лунцу, заболевание может теоретически присутствовать, даже если это клинически недоказуемо, и даже в тех случаях, когда отсутствуют личностные изменения. Р. А. Наджаров и соавторы (глава «Руководства по психиатрии» под редакцией Г. В. Морозова, 1988) считали, что данный тип шизофрении «в силу малой выраженности изменений личности и преобладания нехарактерных для „большой шизофрении“ синдромов представляет значительные сложности для отграничения от психопатии и неврозов».

## Вялотекущая шизофрения и другие диагнозы
В 1999 году Россия перешла на классификацию болезней МКБ-10, применяемую в странах — членах ВОЗ с 1994 года. Понятие «вялотекущая шизофрения» в классификации МКБ-10 отсутствует, но оно упоминается в российской, адаптированной её версии, подготовленной Министерством здравоохранения РФ. В этом варианте «формы, которые в отечественной версии МКБ-9 квалифицировались как малопрогредиентная или вялотекущая шизофрения», отнесены к рубрике «шизотипическое расстройство» (с указанием, что диагностика их требует дополнительных признаков). Однако в предыдущей, также адаптированной версии классификации МКБ-9, применявшейся в СССР с 1982 года, вялотекущая шизофрения была включена в рубрику другой нозологической единицы — латентной шизофрении.
Многие российские авторы используют термины «шизотипическое расстройство» и «вялотекущая шизофрения» («малопрогредиентная шизофрения») как синонимы. С другой стороны, высказывается также мнение, что шизотипическое расстройство представляет собой лишь некоторые из клинических вариантов вялотекущей шизофрении, в основном — псевдоневротическую (неврозоподобную) шизофрению и псевдопсихопатическую шизофрению. А. Б. Смулевич пишет о «желательности выделения вялотекущей шизофрении из полиморфной группы расстройств шизофренического спектра, объединяемых понятиями „шизотипическое расстройство“ или „шизотипическое расстройство личности“», рассмотрения её как самостоятельной формы патологического процесса. Некоторые авторы заявляли о необходимости рассмотрения форм с неврозоподобными (обсессивно-компульсивными) расстройствами в рамках шизофрении.
«Вялотекущую шизофрению» в российско-советской классификации отождествляют также с диагнозом «шизотипическое расстройство личности», иногда — с пограничным расстройством личности или с циклотимией.
Высказывалось и мнение, что те или иные формы вялотекущей шизофрении у подростков соответствуют таким понятиям в рамках классификаций МКБ-10 и DSM-III, как шизоидное, импульсивное, диссоциальное (асоциальное), гистрионическое (истерическое) расстройства личности, резидуальная шизофрения, ипохондрический синдром (ипохондрия), социальная фобия, нервная анорексия и булимия, обсессивно-компульсивное расстройство, деперсонализационно-дереализационный синдром.

## Практика применения диагноза в СССР
В 1966 году Советский Союз принял участие, в числе девяти государств, в международном пилотном исследовании по вопросам шизофрении, организованном ВОЗ. Исследование продемонстрировало, что диагноз «шизофрения» особенно часто выставлялся в центре А. В. Снежневского в Москве; расширенных диагностических рамок придерживались также американские исследователи. 18 % пациентов с диагнозом «шизофрения» были классифицированы московским исследовательским центром как пациенты с вялотекущей шизофренией — диагнозом, который, однако, не был зарегистрирован ни в одном из остальных восьми центров. Этот диагноз устанавливался в случаях, когда компьютерная обработка с достоверностью определяла наличие у пациентов маниакального расстройства, депрессивного психоза либо же — значительно чаще — депрессивного невроза. Диагноз латентной шизофрении (рубрика, не рекомендованная МКБ-9 для широкого применения) использовали также 4 из 8 других исследовательских центров; он был выставлен в общей сложности лишь менее чем 6 % пациентов, принявших участие в исследовании.
Вялотекущая шизофрения систематически диагностировалась идейным противникам существовавшего в СССР политического режима с целью их принудительной изоляции от общества. При постановке диагноза диссидентам использовались, в частности, такие критерии, как оригинальность, страх и подозрительность, религиозность, депрессия, амбивалентность, чувство вины, внутренние конфликты, дезорганизованное поведение, недостаточная адаптация к социальной среде, смена интересов, реформаторство.
Точной статистики злоупотреблений психиатрии в политических целях не существует, однако, согласно различным данным, жертвами политических злоупотреблений психиатрией в СССР стали тысячи человек. В частности, по мнению Р. ван Ворена, генерального секретаря организации «Глобальная инициатива в психиатрии», занимающейся проблемой злоупотреблений в психиатрии и реформ системы психиатрической помощи, в Советском Союзе около трети политических заключённых были помещены в психиатрические больницы. Диагноз вялотекущей шизофрении получали, кроме инакомыслящих, также, например, уклоняющиеся от армии, бродяги.
Лица, получившие данный диагноз, подвергались сильной дискриминации и ограничивались в возможностях участвовать в жизни общества. Они лишались права управлять автомобилем, поступать во многие высшие учебные заведения, становились «невыездными». Перед каждым праздником или государственным мероприятием лиц с этим диагнозом недобровольно госпитализировали на время мероприятия в психиатрическую больницу. Человек с диагнозом «вялотекущая шизофрения» легко мог получить в истории болезни гриф «СО» (социально опасный) — например, при попытке оказать сопротивление во время госпитализации или же в случае, когда он становился участником семейной или уличной драки.
Пациенты, которым был выставлен диагноз «вялотекущая шизофрения» представителями московской школы психиатрии, не рассматривались как шизофреники психиатрами в западных странах на основании принятых там диагностических критериев, вскоре официально закреплённых в МКБ-9. Сторонники других направлений в советской психиатрии (в особенности представители киевской и ленинградской школы) длительное время решительно выступали против концепции Снежневского и связанной с этой концепцией гипердиагностики шизофрении. На протяжении 1950—60-х годов представители ленинградской школы психиатрии отказывались признавать шизофрениками диссидентов, которым был выставлен диагноз вялотекущей шизофрении в Москве, и лишь к концу 1960-х — началу 1970-х годов концепция Снежневского окончательно возобладала и в Ленинграде.
В начале 1970-х годов сообщения о необоснованной госпитализации политических и религиозных инакомыслящих в психиатрические стационары достигли Запада. В 1989 году делегация американских психиатров, посетившая СССР, провела переосвидетельствование 27 подозреваемых жертв злоупотреблений, чьи фамилии были сообщены делегации различными правозащитными организациями, Хельсинкской комиссией США и Государственным департаментом; клиническая диагностика осуществлялась в соответствии с американскими (DSM-III-R) и международными (МКБ-10, проект) критериями. Участниками делегации проводились также опросы членов семей пациентов. Делегация пришла к выводу, что в 17 из 27 случаев не было никаких клинических оснований для экскульпации; в 14 случаях не было выявлено никаких признаков психических расстройств. Обзор всех случаев продемонстрировал высокую частоту диагноза «шизофрения»: 24 из 27 случаев. В докладе, представленном делегацией, отмечалось, что некоторые из симптомов, включаемых в советские диагностические критерии мягкой («вялотекущей») шизофрении и умеренной («параноидной») шизофрении, являются неприемлемыми для выставления этого диагноза по американским и международным диагностическим критериям: в частности, к болезненным проявлениям советские психиатры относили «идеи реформаторства», «повышенное чувство собственного достоинства», «повышенную самооценку» и т. п.
По-видимому, эта группа опрошенных пациентов представляет собой репрезентативную выборку в отношении многих сотен других политических и религиозных инакомыслящих, признанных невменяемыми в СССР, главным образом на протяжении 1970—80-х годов.

### Известные примеры постановки диагноза диссидентам
Виктор Некипелов, обвинённый по статье 190-1 УК РСФСР («распространение заведомо ложных измышлений, порочащих советский государственный строй»), был отправлен на обследование в институт Сербского со следующим заключением, вынесенным экспертной комиссией г. Владимира: «Излишняя, чрезмерная вспыльчивость, заносчивость… склонность к правдоискательству, реформаторству, а также реакции оппозиции. Диагноз: вялотекущая шизофрения или психопатия». Был признан психически здоровым в институте им. Сербского, срок отбывал в уголовном лагере.
Элиягу Рипс, обвинённый по статье 65 УК Латвийской ССР, соответствующей ст. 70 УК РСФСР (антисоветская агитация и пропаганда), совершивший попытку самосожжения в знак протеста против ввода советских войск в Чехословакию, был подвергнут принудительному лечению в «психбольнице особого типа» с тем же диагнозом.
Ольга Иофе обвинялась по статье 70 УК РСФСР в том, что она принимала активное участие в изготовлении листовок антисоветского содержания, хранении и распространении документов антисоветского содержания, изъятых у неё при обыске. Предварительная экспертиза, проведенная институтом им. Сербского (профессор Морозов, доктор медицинских наук Д. Р. Лунц, врачи Фелинская, Мартыненко), признала О. Иофе невменяемой с диагнозом «вялотекущая шизофрения, простая форма».
В качестве примеров можно привести ещё многих. Этот диагноз пытались поставить В. Буковскому, но комиссия, состоявшая преимущественно из противников теории вялотекущей шизофрении, в итоге признала его вменяемым. Также этот диагноз был поставлен Жоресу Медведеву, Валерии Новодворской, Вячеславу Игрунову, распространявшему «Архипелаг ГУЛАГ», Леониду Плющу, обвинённому в антисоветской пропаганде, Наталье Горбаневской, обвинённой по статье 190.1 УК РСФСР за знаменитую демонстрацию на Красной Площади против ввода советских войск в Чехословакию — по заключению профессора Лунца, «не исключена возможность вялотекущей шизофрении», «должна быть признана невменяемой и помещена на принудительное лечение в психиатрическую больницу специального типа».
На примере экспертизы, проведенной 6 апреля 1970 года в отношении Натальи Горбаневской, французский историк психиатрии Ж. Гаррабе делает вывод о низком качестве судебно-медицинских экспертиз, проводившихся в отношении диссидентов: отсутствие в клиническом описании изменений мышления, эмоций и способности к критике, характерных для шизофрении; отсутствие какой бы то ни было установленной экспертизой связи между действием, повлекшим за собой обвинение, и психической болезнью, могущей его объяснить; указание в клиническом описании лишь депрессивной симптоматики, не требующей госпитализации в психиатрическую больницу.

## Осуждение практики применения диагноза в СССР международным психиатрическим сообществом
В 1977 году на конгрессе в Гонолулу Всемирная психиатрическая ассоциация приняла декларацию, осуждающую использование психиатрии в целях политических репрессий в СССР. Также она пришла к выводу о необходимости создать комитет, названный позднее Комитетом по расследованию (англ. Review Committee) или более точно — Комитетом ВПА по расследованию случаев злоупотребления психиатрией (англ. WPA Committee to Review the Abuse of Psychiatry), который согласно своей компетенции должен расследовать любые заявленные случаи использования психиатрии в политических целях. Этот комитет действует до настоящего времени.
Осуждение практики использования в СССР диагноза «вялотекущая шизофрения» привело к тому, что в 1977 году на том же конгрессе Всемирная психиатрическая ассоциация рекомендовала психиатрическим ассоциациям различных стран принять классификации психических заболеваний, совместимые с международной классификацией, для возможности сравнения концепций различных национальных школ. Данной рекомендации последовала лишь Американская психиатрическая ассоциация: в 1980 году ею было принято DSM-III (Диагностическое и статистическое руководство по психическим расстройствам), исключавшее болезни без очевидных психиатрических признаков и рекомендовавшее для того, что раньше называлось «латентной», «пограничной», «вялотекущей» или «простой» шизофренией, выносить диагноз расстройства личности, например шизотипическая личность.
Всесоюзное научное общество невропатологов и психиатров СССР, отказавшись признавать факты злоупотреблений, предпочло уйти из ВПА в 1983 году вместе с психиатрическими ассоциациями других стран советского блока. В 1989 году на IX конгрессе ВПА в Афинах в связи с перестройкой оно вновь было принято во Всемирную психиатрическую ассоциацию, взяв на себя обязательство реабилитировать жертв «политической психиатрии». Жертвам «политической психиатрии», подвергшимся репрессиям в виде принудительного помещения в психиатрические учреждения и реабилитированным в установленном порядке, должна выплачиваться денежная компенсация государством. Тем самым были признаны факты использования психиатрии в политических целях.
По данным, опубликованным Международным обществом прав человека в «Белой книге России», в целом по стране результатом диагностики вялотекущей шизофрении стало признание психически больными порядка двух миллионов человек. Их начали постепенно выписывать из психиатрических больниц и снимать с психиатрического учёта в психоневрологических диспансерах лишь в 1989 году с целью добиться приёма Всесоюзного научного общества невропатологов и психиатров СССР во Всемирную психиатрическую ассоциацию, которую оно было вынуждено покинуть на VII конгрессе в 1983 году. В 1988—1989 году по требованию западных психиатров как одному из условий принятия советских психиатров во ВПА около двух миллионов человек было снято c психиатрического учёта.

## Вялотекущая шизофрения в постсоветское время
Термин «вялотекущая шизофрения» продолжает применяться во многих теоретических исследованиях ряда авторов и сегодня. Современная российская психиатрия в значительной мере опирается на труды А. В. Снежневского[источник?]: так, в книге А. Б. Смулевича «Малопрогредиентная шизофрения и пограничные состояния» к малопрогредиентной шизофрении отнесен ряд невротических, астенических и психопатических состояний. Ж. Гаррабе в монографии «История шизофрении» отмечает[отмечаются публикации в 1980-1984 гг., а раздел посвящён постсоветскому времени]:
Harold Merskey, Bronislava Shafran, которые посвятили «вялотекущей шизофрении» обзор в «Британском журнале психиатрии», обнаруживают не менее 19 публикаций по этому вопросу в «Журнале неврологии и психиатрии имени С. С. Корсакова» между 1980 и 1984 гг., из которых 13 подписаны советскими авторами, причем эти статьи не вносят ничего нового по сравнению с докладом об этом А. В. Снежневского. Эта верность московской школы в отношении спорной концепции в тот самый момент, когда она вызывает такую критику со стороны научного сообщества, удивительна.
Гипердиагностика шизофрении имеет место и в постсоветское время. Так, систематизированные исследования показывают, что диагностика всей группы аффективной патологии в современной российской психиатрии составляет ничтожно малые величины и относится к шизофрении в кратности 1:100. Это полностью противоречит данным зарубежных генетико-эпидемиологических исследований, согласно которым соотношение этих заболеваний составляет 2:1. Подобную ситуацию объясняют, в частности, тем, что, несмотря на официальное введение МКБ-10 в 1999 году, российские врачи по-прежнему продолжают использовать адаптированную для России версию этого руководства, сходную с адаптированной для СССР версии МКБ-9. Отмечается также, что пациентам с тяжёлым и длительным течением панического расстройства или обсессивно-компульсивного расстройства нередко безосновательно ставится диагноз вялотекущей шизофрении и назначается нейролептическая терапия.
Р. ван Ворен утверждает, что в российской психиатрии московская школа по-прежнему занимает доминирующее положение и что в ситуации, когда подавляющее большинство рядовых российских психиатров не знают английского языка, а многие значимые книги, статьи и документы недоступны на русском языке, у лидеров психиатрии остаётся возможность сделать вид, что диагноз «вялотекущая шизофрения» вполне приемлем для мировой психиатрии и даже является частью международной классификации болезней.

## Взгляды и оценки

### О расширительных рамках диагноза и предпосылках для его использования в немедицинских целях
Часто высказывается мнение, что именно расширительные диагностические критерии вялотекущей шизофрении, продвигаемые Снежневским и другими представителями московской школы, обусловили использование этого диагноза в репрессивных целях. Западными, а также современными российскими психиатрами и правозащитниками отмечается, что диагностические критерии заболевания, включавшие в себя стёртые, невыраженные симптомы, позволяли диагностировать его каждому, чьё поведение и мышление выходило за рамки социальных норм.
Канадский психиатр Харольд Мерски (Harold Merskey) и невролог Бронислава Шафран (Bronislava Shafran) в 1986 году, проанализировав ряд публикаций в «Журнале неврологии и психиатрии имени С. С. Корсакова», пришли к выводу, что «понятие вялотекущей шизофрении, очевидно, очень растяжимое, разнообразное и включает в себя гораздо больше, чем наши представления о простой шизофрении или остаточном дефектном состоянии. Многие психические состояния, которые в других странах были бы, скорее всего, диагностированы как депрессивные расстройства, тревожные неврозы, ипохондрия или расстройства личности, по теории Снежневского неизменно подпадают под понятие вялотекущей шизофрении».
Известный российский психиатр, психотерапевт, нарколог и клинический психолог В. Д. Менделевич указывает, что к вялотекущей шизофрении бездоказательно относят симптомы, которые можно трактовать как проявление личностной патологии. По утверждению В. Д. Менделевича, для этого диагноза характерны отсутствие чётких верифицируемых симптомов, стигматизирующий характер и негативное влияние на судьбу пациентов, избыточная частота диагностики. Упоминая о выводах отечественных учёных, что у пациентов с шизофренией частота развития вялотекущей формы составляет от 16,9 до 20,4%, Менделевич отмечает, что эти выводы нельзя признать соответствующими клинической реальности, научно обоснованными и этически корректными.
Российский психиатр Николай Пуховский называет концепцию мягкой (вяло, медленно и незаметно текущей) шизофрении мифологизированной и указывает на то, что увлечение ею российских психиатров совпало с правовым дефицитом, который позволил государству использовать этот диагноз в целях политических репрессий. Он отмечает абсурдность таких формулировок, как «причина трудности распознавания шизофрении с медленным, вялым началом состоит в отсутствии в инициальном периоде сколько-нибудь выраженных нарушений психической деятельности» и «проводится и внестационарное лечение больных с вяло, медленно и незаметно текущей разновидностью шизофрении, не сопровождающейся заметными изменениями личности», и указывает, что увлечение теорией мягкой шизофрении, как и представление о неполноценности психически заболевшего и о якобы неизбежном исходе душевной болезни в слабоумие, было связано с проявлениями гиперопеки, систематическим игнорированием интересов пациентов и фактическим уклонением от идеи служения, идеи терапии; психиатр при этом, по сути, выступал приверженцем сомнительного эзотерического знания.
Известный украинский психиатр, правозащитник, исполнительный секретарь Ассоциации психиатров Украины Семён Глузман отмечает, что в 1960-е годы многообразие советских психиатрических школ и направлений сменилось диктатом школы академика Снежневского, постепенно ставшим абсолютным: альтернативная диагностика преследовалась. Этот фактор — равно как и особенности правового поля в СССР (отсутствие правовых актов законодательного уровня, регламентирующих практику принудительного лечения), а также «железный занавес», отделявший советских психиатров от их западных коллег и препятствовавший регулярным научным контактам, — способствовал массовым злоупотреблениям в психиатрии, частому использованию в судебной и внесудебной психиатрической практике диагноза «вялотекущая шизофрения» и выставлению его политическим инакомыслящим.
В «Пособии по психиатрии для инакомыслящих», опубликованном в «Хронике защиты прав в СССР» (Нью-Йорк, 1975, вып. 13), В. Буковский и С. Глузман высказывают мнение, что диагностику вялотекущей шизофрении у психически здоровых людей, социально адаптированных и склонных к творческому и профессиональному росту, могло обуславливать наличие у них таких характерологических особенностей, как замкнутость, склонность к самоанализу, некоммуникабельность, несгибаемость убеждений; при объективно существующей слежке и прослушивании телефонных разговоров у диссидента могли выявить «подозрительность», «бред преследования». В. Буковский и С. Глузман приводят слова опытного эксперта профессора Тимофеева, писавшего, что «инакомыслие может быть обусловлено болезнью мозга, когда патологический процесс развивается очень медленно, мягко, а другие его признаки до поры до времени (иногда до совершения криминального поступка) остаются незаметными», упоминавшего о трудностях диагностики «мягких и стёртых форм шизофрении» и дискуссионности самого их существования.
Украинский судебный психиатр, кандидат медицинских наук Ада Коротенко указывает, что школу А. В. Снежневского и его сотрудников, разработавших в 1960-е годы диагностическую систему, в том числе концепцию вялотекущей шизофрении, поддерживали Ф. В. Кондратьев, С. Ф. Семенов, Я. П. Фрумкин и др. Расплывчатые диагностические критерии, по словам А. И. Коротенко, позволяли укладывать в рамки болезни индивидуальные личностные проявления и признавать душевнобольными здоровых людей. Коротенко отмечает, что установлению психической патологии у свободно мыслящих и «инакомыслящих» граждан способствовали отсутствие стандартов диагностики и действие в СССР собственной классификации форм шизофрении: диагностические подходы концепции вялотекущей шизофрении и паранойяльных состояний с бредом реформаторства применялись только в СССР и некоторых восточноевропейских странах.
Петербургский врач-психиатр доктор медицинских наук профессор Юрий Нуллер отмечает, что концепция школы Снежневского позволяет, например, рассматривать шизоидную психопатию или шизоидность как ранние, медленно развивающиеся этапы неизбежного прогредиентного процесса, а не как особенности личности индивидуума, которые вовсе не обязательно должны развиваться по пути шизофренического процесса. Отсюда, по словам Ю. Л. Нуллера, проистекает крайнее расширение диагностики вялотекущей шизофрении и тот вред, который оно принесло. Ю. Л. Нуллер добавляет, что в рамках концепции вялотекущей шизофрении любое отклонение от нормы (по оценке врача) можно рассматривать как шизофрению, со всеми вытекающими для обследуемого последствиями, что создаёт широкую возможность для вольных и невольных злоупотреблений психиатрией. Однако ни А. В. Снежневский, ни его последователи, по мнению Нуллера, не нашли в себе гражданского и научного мужества пересмотреть свою концепцию, явно зашедшую в тупик.
В книге «Социодинамическая психиатрия» доктор медицинских наук профессор Ц. П. Короленко и доктор психологических наук Н. В. Дмитриева отмечают, что клиническое описание вялотекущей шизофрении по Смулевичу чрезвычайно элюзивно и включает в себя практически все возможные изменения в психическом состоянии, а также частично состояния, которые возникают у человека без психической патологии: эйфория, гиперактивность, необоснованный оптимизм и раздражительность, взрывчатость, сенситивность, неадекватность и эмоциональный дефицит, истерические реакции с конверсивными и диссоциативными симптомами, инфантильность, обсессивно-фобические состояния, упрямство.
Президент Независимой психиатрической ассоциации Ю. С. Савенко писал, что к беспрецедентным масштабам гипердиагностики шизофрении приводило полное искажение феноменологического подхода в условиях тотальной идеологизации и политизации. Он отмечал, что Снежневским и его последователями любая процессуальность, то есть прогрессирование заболевания, рассматривалась как специфическая закономерность шизофрении, а не общепсихопатологическая, общемедицинская характеристика; отсюда стремление диагностировать шизофрению при любой синдромальной картине и любом типе течения, хотя в действительности дифференциальная диагностика стёртых, амбулаторных форм шизофрении с другими эндогенными расстройствами требует тщательной индивидуализации. В конечном счёте отсюда следовало неизбежное причисление к шизофрении многих неврозоподобных и паранойяльных состояний, нередко даже при отсутствии процессуальности. По мнению Ю. С. Савенко, чёткая очерченность диагностических рамок «мягкой шизофрении» Кронфельда оказалась в 1960—80-е годы подменённой «непрерывным континуумом количественных отличий от здоровой нормы». Ю. С. Савенко указывал, что академический подход Снежневского и его последователей характеризуется «рафинированной утончённостью, не годящейся, даже противопоказанной для широкого употребления, оторванного от учета социального аспекта: возможностей реальной практики, социальной компенсации, социальных последствий такой диагностики».
Американский психиатр Уолтер Райх (преподаватель психиатрии Йельского университета, глава программы медицинских и биологических наук Вашингтонской школы психиатрии) отметил, что в связи с характером политической жизни в Советском Союзе и социальных стереотипов, сформированных этой жизнью, нонконформистское поведение там действительно казалось странным и что в связи с характером диагностической системы Снежневского эта странность в некоторых случаях стала восприниматься как шизофрения. По мнению Райха, во многих и, возможно, в большинстве случаев, когда выставлялся такой диагноз, не только КГБ и иные ответственные лица, но и сами психиатры действительно полагали, что диссиденты больны. Обсуждая в ходе личной встречи со Снежневским в начале 1980-х планировавшуюся для Научного центра психического здоровья программу по изучению пограничных состояний, Райх пришёл к выводу, что между этими пограничными состояниями и некоторыми «мягкими» формами шизофрении, в особенности вялотекущей шизофренией, нет существенной разницы: возможно, многие или даже большинство людей, чьи поведенческие характеристики соответствуют критериям данного расстройства, выделяемым Снежневским, в действительности им не страдают, поскольку эти поведенческие проявления следует рассматривать в рамках невротического расстройства, аномалий характера либо просто квалифицировать как нормальное поведение.

### О создании концепции вялотекущей шизофрении
Высказывались разные точки зрения по поводу вопроса, была ли концепция вялотекущей шизофрении создана специально для борьбы с инакомыслием.
Уолтер Райх отмечал, что концепции Снежневского формировались под влиянием ряда его учителей и обрели окончательный вид задолго до того, как помещение диссидентов в психиатрические больницы приобрело сколько-нибудь заметные масштабы; таким образом, эти взгляды возникли вне связи с их предполагаемой полезностью для постановки диагнозов инакомыслящим. Тем не менее именно ошибки, содержащиеся в этих теориях, позволили с лёгкостью применять их в отношении диссидентов. Наличие этих концепций, по мнению Райха, явилось лишь одной из причин, благодаря которым диссидентам в СССР выставляли диагнозы психических заболеваний, однако причиной весьма важной.
Владимир Буковский, которому в 1962 году Снежневский поставил диагноз «вялотекущая шизофрения», высказывался следующим образом:
Не думаю, чтобы Снежневский создавал свою теорию вялотекущей шизофрении специально на потребу КГБ, но она необычайно подходила для нужд хрущевского коммунизма. Согласно теории, это общественно опасное заболевание могло развиваться чрезвычайно медленно, никак не проявляясь и не ослабляя интеллекта больного, и определить его мог только сам Снежневский или его ученики. Естественно, КГБ старался, чтобы ученики Снежневского чаще попадали в число экспертов по политическим делам.
Французский учёный Ж. Гаррабе разделяет мнение Буковского по этому поводу и приходит к заключению, что репрессивный аппарат проник в теоретически слабое место, а не московская школа психиатрии умышленно совершила научный подлог, чтобы сделать возможным использование психиатрии для репрессий против инакомыслящих. По утверждению Гаррабе, ответственность за злоупотребления психиатрией не следует возлагать на одного лишь Снежневского; возможно, некоторые из его учеников разделяли взгляды Снежневского по поводу вялотекущей шизофрении вполне искренне, другие же эксперты, не одобряя этих взглядов, могли остерегаться критиковать их публично. Тем не менее Гаррабе подчёркивает, что осуждение имевших место в СССР злоупотреблений психиатрией должно опираться не только на этические соображения, но и на научную критику понятия «вялотекущая шизофрения».
В статье, опубликованной в «Независимом психиатрическом журнале» к 100-летнему юбилею А. В. Снежневского, упоминается о расширительной диагностике шизофрении (втрое от международной), использованной для немедицинских целей. Но в той же статье приводится мнение многие годы работавшего под руководством А. В. Снежневского Ю. И. Полищука, который писал, что основа для злоупотребления психиатрией была создана тоталитарным режимом, а не концепцией вялотекущей шизофрении, послужившей лишь удобным поводом для них. По мнению редакции, расширительная диагностика шизофрении в различные эпохи могла приобретать разное значение: в 1917—1935 годах такие концепции, как «мягкая шизофрения» Л. М. Розенштейна и «шизофрения без шизофрении» П. Б. Ганнушкина, спасали от расстрела, в 1960—70-е годы излишне широкие диагностические рамки, напротив, служили дискредитации и подавлению правозащитного движения.
Американский психиатр Елена Лаврецки полагает, что слабость демократической традиции в России, тоталитарный режим, репрессии и «истребление» лучших психиатров в период с 1930 по 1950 год подготовили почву для злоупотребления психиатрией и советской концепцией шизофрении.
С другой стороны, как утверждает Р. ван Ворен, большинство экспертов придерживаются мнения, что разрабатывавшие концепцию вялотекущей шизофрении психиатры занимались этим по указаниям партии и Комитета государственной безопасности, очень хорошо понимая, чем они занимаются, но при этом считая, что данная концепция логично объясняет готовность человека пожертвовать благополучием ради идеи или убеждения, столь отличавшихся от того, во что верили или заставляли себя верить большинство людей.
Сходное мнение высказывал известный правозащитник Леонард Терновский: по его предположению, диагноз «вялотекущая шизофрения» был изобретён сотрудниками института имени Сербского академиком А. В. Снежневским, Г. В. Морозовым и Д. Р. Лунцем специально для нужд карательной психиатрии.
Западные исследователи политических злоупотреблений психиатрией в СССР политолог П. Реддауэй и психиатр С. Блох считают Снежневского одной из ключевых фигур, возглавлявших использование психиатрии в целях подавления свободомыслия в Советском Союзе, отмечая, что Снежневский ввёл новое толкование болезни, которое создало возможность рассматривать идеологическое инакомыслие как симптом тяжёлого психического расстройства.

## Вялотекущая шизофрения в искусстве
- «Вялотекущая шизофрения» — название альбома песен Александра Розенбаума, выпущенного в декабре 1994 г.
- «Течёт вяло, как Москва-река, у милой шизофрения» — строчка из песни «Степной волк» (альбом «Мифология») рок-группы «Крематорий»

### Критика
- Гаррабе Ж.[фр.]. История шизофрении / Пер с фр. М. М. Кабанова,  Ю. В. Попова. — М., СПб., 2000.
- Пуховский Н. Н. Очерки общей психопатологии шизофрении. — М.: Академический проект, 2001. — 366 с. — ISBN 5829101548.
- Пуховский Н. Н. Терапия ментальных расстройств, или Другая психиатрия: Учебное пособие для студентов высших учебных заведений. — Москва: Академический проект, 2003. — 240 с. — (Gaudeamus). — ISBN 5-8291-0224-2.
- Коротенко А. И., Аликина Н. В. Советская психиатрия: Заблуждения и умысел. — Киев: Сфера, 2002. — 329 с. — ISBN 9667841367.
- Блох С., Реддауэй П. Диагноз: инакомыслие. Как советские психиатры лечат от политического инакомыслия. — Лондон: Overseas Publications Interchange, 1981. — 418 p. — ISBN 0903868334.
- Короленко Ц. П., Дмитриева Н. В. Социодинамическая психиатрия / Под редакцией профессора В. В. Макарова. — Новосибирск, М.: Издательство НГПУ, Академический проект, 2000. — 460 с. — (Библиотека психологии, психоанализа, психотерапии). — 3000 экз. — ISBN 5-8291-0015-0, 5-88687-070-9.
- Reich W. The World of Soviet Psychiatry (англ.) // The New York Times (USA). — 1983. — January 30. Перевод: Мир советской психиатрии. Архивировано 11 февраля 2012 года.
- Jargin SV. Some aspects of psychiatry in Russia // International Journal of Culture and Mental Health. — 2011. — Т. 4, № 2. — С. 116—120. — doi:10.1080/17542863.2010.519485.
- Буковский В., Глузман С. Пособие по психиатрии для инакомыслящих // Хроника защиты прав в СССР. — 1975. — Январь—февраль (№ 13).
- Серов А. Т. Моя судьба и моя борьба против психиатров, М., Экслибрис-Пресс, 2003.
- Ждан Ю. Я и шизофрения, или Забудьте про диагноз. — СПб.: Скифия, 2014. — 160 с. — ISBN 978-5-00025-029-7.